# Frans Derks
Frans Derks (Vaals 1930. november 1. – Breda, 2020. szeptember 25.) holland nemzetközi labdarúgó-játékvezető. Polgári foglalkozása közgazdász, gépészmérnök, vállalati tanácsadó, üzletember.

## Pályafutása

### Nemzeti játékvezetés
A játékvezetésből 1955-ben vizsgázott, 1962-ben lett az I. Liga játékvezetője. Az aktív nemzeti játékvezetéstől 1977-ben vonult vissza.

### Nemzetközi játékvezetés
A Holland labdarúgó-szövetség (KNVB) Játékvezető Bizottsága (JB) terjesztette fel nemzetközi játékvezetőnek, a Nemzetközi Labdarúgó-szövetség (FIFA) 1971-től tartotta nyilván bírói keretében. Több nemzetek közötti válogatott és klubmérkőzést vezetett, vagy működő társának partbíróként segített. Az aktív nemzetközi játékvezetéstől 1977-ben búcsúzott. Eredményes pályafutását nagymértékben befolyásolta politikai nézeteinek hangoztatása. Mérkőzései a második vonalból kerültek ki. Nemzetközi mérkőzéseinek száma: 50. Válogatott mérkőzéseinek száma: 1.

## Sportvezetőként
Aktív pályafutását befejezve a NAC Breda tanácstagja, 1995 és 2003 között a FC Dordrecht elnöke lett, később a I. Division igazgatója volt. Sportkommentátor, szakíró.

## Írásai
2010-ben életútjáról könyvet adtak ki.

## Szakmai sikerek
2009-ben áldozatkész társadalmi munkájáért a holland király elismerésben részesítette.